# Candace Parker
Candace Nicole Parker (19 april 1986) is een voormalig Amerikaans professioneel basketbalspeelster, onder meer in de WNBA. Parker won twee olympische gouden medailles, ze won met de Amerikaanse ploeg de gouden medaille in 2008 en 2012.
Parker werd drie keer kampioen in de nationale competitie WNBA. Dit deed ze met 3 verschillende teams: de Los Angeles Sparks, Chicago Sky en Las Vegas Aces. In 2024 maakte ze bekend te stoppen.
0 Alana Beard · 
3 Candace Parker · 
7 Sandrine Gruda · 
10 Jevgenia Beljakova · 
12 Chelsea Gray · 
17 Essence Carson · 
20 Kristi Toliver · 
21 Ann Wauters · 
23 Ana Dabović · 
28 Jelena Dubljević · 
30 Nneka Ogwumike · 
42 Jantel Lavender · 
Coach Brian Agler
1 Diamond DeShields · 
2 Kahleah Copper · 
3 Candace Parker · 
7 Lexie Brown · 
13 Dana Evans · 
14 Allie Quigley · 
22 Courtney Vandersloot · 
24 Ruthy Hebard · 
30 Azurá Stevens · 
31 Stefanie Dolson · 
43 Astou Ndour-Fall · 
Coach James Wade
0 Jackie Young · 
1 Kierstan Bell · 
2 Riquna Williams · 
3 Candace Parker · 
7 Alysha Clark · 
10 Kelsey Plum · 
12 Chelsea Gray · 
13 Cayla George · 
22 A'ja Wilson · 
41 Kiah Stokes · 
51 Sydney Colson · 
81 Alaina Coates · 
Coach Becky Hammon
- Library of Congress Control Number: n2015056030
- Virtual International Authority File: 72144648444094813411
- WorldCat: E39PBJymwFYDbC7tvRy7JHD6rq